# Аллоди II: Володар душ
«Аллоди II: Володар душ» (рос. Аллоды II: Повелитель душ; англ. Rage of Mages II: Necromancer) — російська рольова відеогра з елементами стратегії, друга гра серії «Аллоди».

## Сюжет
Події гри розгортаються через багато років після завершення сюжету «Аллоди: Печатка таємниці». На аллоді Умойр встановлюється мир під правлінням Великого Мага Володаря Скракана. Проте Скракан отримує тривожні звістки з аллода Язес: там зафіксовано прояви магії, схожої на ту, що раніше використовував Демон на Умойрі. Крім того, Великим Магом Язеса став новий правитель — Урд, якому Скракан не довіряє. Для розслідування ситуації Скракан надсилає до міста Плагат посланця з дорученням знайти добровольця для експедиції на Язес.
Гра починається з вибору ігрового персонажа — гравець може обрати стать і клас (воїн або маг). Обраний герой вирушає на Язес, де знайомиться з представником знатного роду на ім’я Іглез, який виступає проти королівської влади в боротьбі за справедливість. Іглез розкриває героєві таємницю, відому як Падіння трьох зірок. Згодом до них приєднується чарівниця Дайна, врятована з полону. Разом вони досліджують ситуацію на Язесі.
Аллод Язес поділяється на три регіони: лісову, рівнинну і пустельну частини. У лісах мешкають друїди, які уникають контактів з людьми. Пустелю контролюють орки, тролі, людожери та дракони. На рівнині точиться боротьба між лицарями та некромансерами.
Первісно некромансери були нечисленною сектою, але з часом, завдяки обману та маніпуляціям, перетворилися на впливову організацію. Після приходу до влади їхнього лідера Урда, некромансери отримали політичне панування — Урд став Великим Магом Язеса, а вплив гільдії почав поширюватися за межі їхніх володінь.
У ході гри герої прагнуть розкрити таємницю Падіння трьох зірок. Для цього вони налагоджують контакт з друїдами, здобувають довіру ельфа-відлюдника, а також рятують миролюбного орка на ім’я Гінсаш. У фіналі гри герої здобувають перемогу над Урдом і відновлюють рівновагу на Язесі.

## Сприйняття
| Агрегатор    | Оцінка |
| ------------ | ------ |
| GameRankings | 62%    |

| Видання                      | Оцінка |
| ---------------------------- | ------ |
| AllGame                      | [ 4 ]  |
| CNET Gamecenter              | 6/10   |
| Computer Games Strategy Plus | [ 6 ]  |
| Game Informer                | 8/10   |
| GamePro                      | [ 8 ]  |
| GameSpot                     | 7/10   |
| GameSpy                      | 73%    |
| IGN                          | 4/10   |
| PC Gamer (Велика Британія)   | 28%    |
| PC Gamer (США)               | 68%    |

Гра отримала неоднозначні відгуки згідно з вебсайтом GameRankings, що агрегує огляди. GameSpy зазначив: «Хоча гра стабільна, виглядає і звучить добре, а також має чудову систему квестів, вона не в змозі забезпечити достатній рівень стратегії, рольової гри чи будь-яких інших ігрових елементів, щоб тривалий час залишатися цікавою та розважальною».